# Glenochrysa franzeni
Glenochrysa franzeni is een insect uit de familie van de gaasvliegen (Chrysopidae), die tot de orde netvleugeligen (Neuroptera) behoort. 
Glenochrysa franzeni is voor het eerst wetenschappelijk beschreven door Kimmins in 1952.